# The Sun Always Shines on T.V.
The Sun Always Shines on T.V. è un singolo del gruppo musicale norvegese a-ha, pubblicato nel 1985 ed estratto dall'album Hunting High and Low.
Il brano è stato scritto da Pål Waaktaar e prodotto da Alan Tarney.

## Videoclip
Il videoclip del brano è stato diretto da Steve Barron e girato in esterni per tre giorni all'inizio di ottobre del 1985, presso gli Udney Hall Gardens e la chiesa gotica vittoriana di Sant'Albano Martire, entrambi situati a Teddington, Richmond upon Thames, in Inghilterra.
Il video si apre con una breve sequenza che costituisce un epilogo al video di Take On Me (diretto anch'esso da Barron), il singolo precedente della band. I due giovani amanti, interpretati nuovamente da Morten Harket e Bunty Bailey, si trovano in un bosco di notte. Improvvisamente lui inizia fisicamente a tornare al suo stato di animazione originale visto nel video di Take on Me, mentre lei, angosciata, si rende conto che l'amato non può restare nel mondo reale. Non appena la trasformazione si compie, Morten si allontana, lasciando Bunty sola. Scorrono quindi i titoli di coda, nello stile del finale di un classico film hollywoodiano, con la scritta "The End / A Warner Bros. First National Picture", seguita da un'animazione televisiva che recita "state guardando Channel 3" e dal logo degli a-ha.
A questo punto ha inizio la sequenza principale del video, consistente nell'esecuzione di The Sun Always Shines on T.V. da parte degli a-ha, accompagnati dalla batterista Lindsay Elliott e da un bassista, all'interno di una chiesa gotica, ripresa principalmente in bianco e nero con tocchi di colori pastello. Ad assistere all'esibizione, una fitta folla di manichini, la maggior parte dei quali nudi, ma alcuni vestiti in abiti da concerto, che tengono in mano strumenti musicali a rappresentare l'arrangiamento classico della canzone. Il video si conclude con gli a-ha che vengono tagliati fuori dallo sfondo e inseriti in un fotogramma.
Il video musicale per il singolo successivo della band, Train of Thought, si riallaccerà a questo spunto, creando così una trilogia visiva e narrativa.

## Tracce
- 7"

1. The Sun Always Shines on T.V. – 4:30
2. Driftwood – 3:04